# Les Frontières de la vie
Pour plus de détails, voir Fiche technique et Distribution.
Les Frontières de la vie (The Glass Wall) est un film américain de Maxwell Shane sorti en 1953.

## Synopsis
Alors qu'il souhaitait débarquer aux États-Unis, Peter, réfugié depuis la fin de la Seconde Guerre mondiale, est arrêté par les autorités new-yorkaises puis renvoyé dans son pays. En cours de voyage, il parvient à s'échapper du bateau. Il décide alors de retrouver Tom, un ancien Gi qu'il a connu à la guerre. Tom pourrait témoigner en faveur de Peter afin que ce dernier obtienne un visa. Mais il ne reste que 24 heures à Peter avant qu'il ne soit définitivement interdit de séjour sur le territoire américain. Sur le chemin, il croise diverses personnes dont le destin est brisé et à qui il va redonner le goût de vivre.

## Fiche technique
- Titre original : The Glass Wall
- Réalisation : Maxwell Shane
- Scénario : Ivan Tors et Maxwell Shane
- Directeur de la photographie : Joseph F. Biroc
- Montage : Stanley Frazen et Herbert L. Strock
- Musique : Leith Stevens
- Décors : George Van Marter
- Production : Ivan Tors
- Genre : Drame
- Pays de production :  États-Unis
- Durée : 82 minutes
- Dates de sortie :
  - États-Unis : 20 mars 1953 (San Francisco)
  - France : 30 juillet 1954 (Paris)
- Affiche : Guy-Gérard Noël (France)

## Distribution
- Vittorio Gassman (VF : Howard Vernon) : Peter Kaban
- Gloria Grahame : Maggie Summers
- Ann Robinson : Nancy
- Douglas Spencer (VF : Jean Berton) : inspecteur Bailey
- Robin Raymond : Tanya / Bella Zakoyla
- Jerry Paris (VF : Roger Tréville) : Tom
- Elizabeth Slifer : Mrs. Hinckley
- Richard Reeves (VF : Jacques Erwin) : Eddie Hinckley
- Joseph Turkel (VF : Serge Lhorca) : Freddie Zakoyla
- Esle Neft : Mrs. Zakoyla
- Michael Fox (VF : Jacques Beauchey) : le narrateur
- Ned Booth : Monroe, le chauffeur de Taxi
- Kathleen Freeman : Zelda; la grosse femme
- Juney Ellis : la petite amie
- Jack Teagarden : le musicien
- Joseph Mell (VF : Pierre Michau) : le musicien dans les toilettes des hommes

## Distinctions
- 1953 : Prix du jury au Festival international du film de Locarno[1]